# مقدونيون
هي القومية التي استوطنت الجزء الأوسط من شبه جزيرة البلقان بتعداد أبناء قرابة 5 مليون نسمة  وأكبر المجموعات الدينية هي الأرثوزكسية المقدونية وتليها الإسلام.

## تاريخ
استوطنت قبائل السلافيين مقدونية منذ بداية القرن الخامس الميلادى بحثا عن اراض تصلح للزراعة ويمكن ان يطلق على المقدونيين لقب الصقالبة وهو لقب أطلق قديما على السلافيين عامة (الصقالبة وصل بعضهم لمناصب هامة في الأندلس فعملو حراسا وجنود لامراء المسلمين في إسبانيا المسلمة سابقا كما ورد ذكر هم في مؤلفات المؤرخ اليوغسلافى ماجوراينتش 
وفى النصف الثاني من القرن العاشر اسس القيصر صوميلو الدولة المقدونية الأولى التي استمرت إلى عام1018 ميلادية واختيرت هدريد عاصمة له وتناوب بعدها حكام الاتراك والصرب حكم مقدونيا إلى ان استولى الاتراك على تلك المنطقة واداموا الحكم فيها 500 عاما أي إلى أوائل القرن التاسع عشر, وبذلك حلت الدولة العثمانية محل البيزنطية.
وفى النصف الثاني من القرن التاسع عشر تطورت حركة ثورية كانت بذرتها من سالونيك بقيادة جوستاف دلتشفصاحب شعار مقدونيا للمقدونيين ثم انهارت الامبراطورية العثمانية مخلفة اطماعا بلغارية في حكم المنطفة، وفي عام 1903 هبت انتفاضة ايليندين ضد البلغار واعلنوا قيام الجمهورية الا انها دامت لعشرة أيام فقط وعادت الامور لبلغاريا من جديد إلى عام 1913 حيث تقاسم البلغار واليونانيين والصرب مقدونيا.

## الثقافة
تتصف ثقافة الشعب المقدوني بخصائلها الحديثة والتقليدية المتداخلة فيما بينها. وترتبط ارتباطا وثيقا بأرضهم والبيئة المحيطة التي يعيشون فيها. يبرز التراث الثقافي الغني للمقدنيين بالفلكلور والعادات والتزينات والزخرفات التقليدية  في منازل المدن والقرى المقدونية وفي النمط المعماري الخاص وبناء الكنائس والأديرة والأيقونات الدينية والمنحوتات الخشبية وما إلى ذلك. ويمكن وصف الثقافة المقدونية بكونها إحدى الثقافات البلقانية حيث تتشابه كثيرا مع الثقافتان البلغارية والصربية.

## مشاهير
- كوتشو راتسين: شاعر ثورى ولد عام 1909 وشارك في حربالتحرير ولقى مصرعه عام 1943
- ترايان بتروفسكي: المستشار الاعلامى والثقافى ليوغسلافيا بالقاهرة سابقا واحد البارزين في مجال الكتابة والصحافة.

## معرض صور

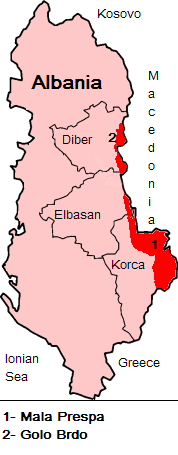
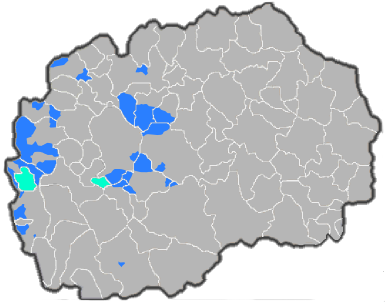
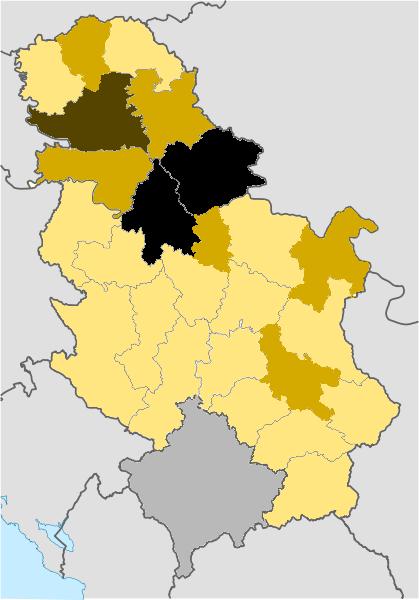